# Карпенко Сергій Іванович
Сергі́й Іва́нович Карпе́нко — майор Збройних сил України.
Станом на березень 2017-го — старший інспектор, Дніпровський відділ поліції ГУНП в Дніпропетровській області.

## Нагороди
19 липня 2014 року — за особисту мужність і героїзм, виявлені у захисті державного суверенітету та територіальної цілісності України, вірність військовій присязі під час російсько-української війни, відзначений — нагороджений орденом «За мужність» III ступеня.